# Robert A. Caro

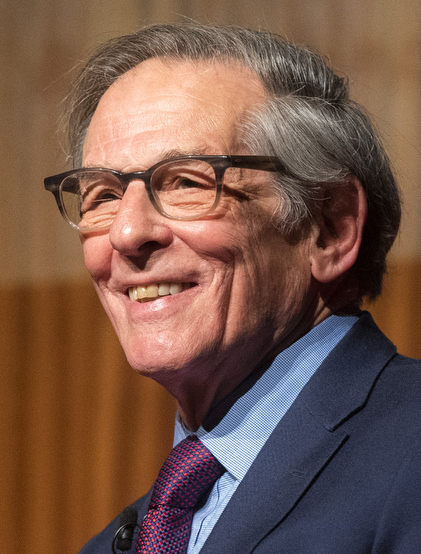
Robert A. Caro (2019)

Robert Allan Caro (* 30. Oktober 1935 in New York City) ist ein US-amerikanischer Autor und Journalist, der als Verfasser umfangreicher biografischer Werke über den Stadtplaner Robert Moses und den ehemaligen US-Präsidenten Lyndon B. Johnson bekannt wurde.

## Leben
Caro wuchs als Kind jüdischer Eltern in Central Park West von Manhattan in New York City auf. Nach dem Abschluss seines Anglistikstudiums an der Princeton University, wo er auch als Managing Editor der Studentenzeitung The Daily Princetonian fungierte, nahm er 1957 eine professionelle Journalistentätigkeit auf. Dabei war er u. a. sechs Jahre als investigativer Reporter für Newsday auf Long Island tätig.
1967 begann Caro während einer einjährigen Tätigkeit an der Harvard-Universität, sein erstes Buch zu verfassen. The Power Broker, eine Beschreibung von Leben und Wirken des einflussreichen New Yorker Stadtplaners Robert Moses, erschien nach ausführlichen Recherchen 1974 und gilt als grundlegendes Werk der politischen Biographie.

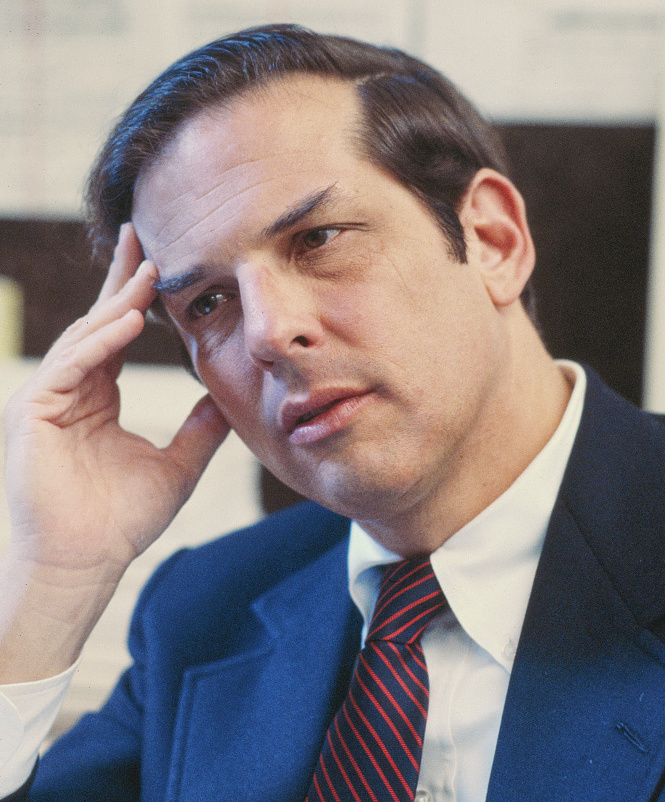
Caro (1982)

Unter Beibehaltung des hohen Rechercheaufwands wandte Caro seine Aufmerksamkeit nach der auch kommerziell erfolgreichen Veröffentlichung seines ersten Buchs dem 36. US-Präsidenten, Lyndon B. Johnson, zu und verfasst seither eine mehrbändige Biographie unter dem Titel The Years of Lyndon Johnson. Der erste Band, The Path to Power, betrachtet die Jahre 1908 bis 1941 und erschien 1982, während der zweite, 1990 herausgegebene Band Means of Ascent Johnsons Senatskandidaturen verfolgt. Als dritter Band wurde 2002 Master of the Senate veröffentlicht, der sich mit Johnsons Senatstätigkeit befasst. Der vierte Band The Passage of Power erschien im Mai 2012. Entgegen der ursprünglichen Planung, damit die Reihe abzuschließen, enthält er die Zeit von der Wahl John F. Kennedys als Präsidentschaftskandidat der Demokraten 1960 – angefangen bei dessen Wahl mit Johnson als Vizepräsident über die Ermordung Kennedys, wodurch Johnson Präsident wurde, bis zur Verabschiedung des Civil Rights Act of 1964.
Die Entwicklung im Vietnamkrieg, Johnsons Verzicht auf eine weitere Kandidatur, das Ende der Präsidentschaft und der Rest seines Lebens sind für einen fünften Band vorgesehen. Caro hat die Recherchen für diesen bereits weitgehend abgeschlossen, so dass er trotz seines fortgeschrittenen Alters darauf setzt, auch diesen fertigzustellen. Anfang 2025 hatte er rund 950 Seiten des Werkes verfasst, sah sich aber außerstande zu schätzen, wann er es abschließen könne. Wird er nicht fertig, so hat er testamentarisch untersagt, dass sein Werk durch einen anderen Autor weitergeführt werden könne. Anfang Januar 2020 wurde bekanntgegeben, dass Caros umfangreiches Archiv – soweit nicht zur Fertigstellung des fünften Years of Lyndon Johnson-Bands benötigt – der New-York Historical Society überlassen wird.

## Arbeitsweise
Neben dem letzten Band seiner LBJ-Biographie bereitet Caro eine Autobiographie vor, in der er sein Leben, seine Arbeitsweise und die Erkenntnisse aus seinen Recherchen darstellen will. 2019 erschien mit Working: Researching, Interviewing, Writing ein kleines Buch im Vorgriff auf die große Autobiographie. Darin stellte er bereits erschienene Texte und Kurzfassungen von Interviews zusammen und ergänzt sie um neue Teile.
Caro stellt mehrere Prinzipien dar, die auf eine außergewöhnlich umfangreiche Recherche hinauslaufen, und empfiehlt sie allen Journalisten und Historikern. In Aktenbeständen heißt das „drehe jede Seite um“. Er beschreibt, wie er möglichst jede Person findet und interviewt, die Auskunft über sein Recherchethema geben kann. Um zu verstehen, welche gesellschaftlichen Auswirkungen die großen Infrastrukturprojekte von Robert Moses hatten, suchte er mehrere hundert der sozial schwachen Afroamerikaner auf, deren Wohngebiet und sozialen Beziehungen zerstört wurden, als es für den Bau der Stadtautobahnen abgerissen wurde. Insgesamt führte er für das Buch 522 Interviews. Daraus folgt seine zentrale Methode „zeigen statt beschreiben“ (show not tell). Er lässt Zeitzeugen und Akten für sich sprechen, anstatt selbst als Erzähler aufzutreten. Und neben allen detailliert dargestellten Fakten möchte er, dass für den Leser ein Gefühl für den Ort entsteht, an dem sich Handlungen entwickeln. Im fiktionalen Schreiben ist das Prinzip etabliert, aber Caro legt auch im nicht-fiktionalen Wert darauf, dass Leser emotional beteiligt sind und sich selbst im Raum der Aktivität sehen können.
Überraschend für Rezensenten kam die Aussage, dass Caro schnell schreibt. Die vermeintlich langsame Entstehung seiner umfangreichen Werke ist auf Vorbereitung und Recherche zurückzuführen, nicht auf den eigentlichen Schreibvorgang.
Der vielleicht zentrale Aspekt von Caros Motivation ist, dass er trotz seiner Methode großer Biographien nicht die Geschichte „großer Männer“ schreibt. Sein Thema ist politische Macht und darüber sagt er, dass „Macht nicht notwendig korrumpiert, aber aufdeckt“, nämlich Eigenschaften des Menschen aufdecke, der sie nutzt. Entsprechend beschreibt er beispielsweise im vierten Band seiner Biographie Johnsons primär nicht, wie dieser seine präsidiale Gewalt genutzt habe, sondern vielmehr wie sich das Amt auf ihn als Persönlichkeit ausgewirkt habe. Und er schreibt: „Um politische Macht wirklich zu zeigen, muss man die Wirkung auf die Machtlosen darstellen.“ Neben oder hinter der politischen Macht ignoriere Caro aber wirtschaftliche Macht. Akteure bei ihm sind zwar die Öl- und Gasindustrie in Texas, die für den Aufstieg Johnsons entscheidend war. Die Finanzmärkte und ihre Anleihen, die Infrastrukturmaßnahmen finanzieren und ihre eigenen Interessen mitbringen, würden bei Caro jedoch nicht thematisiert.
Für Journalisten wird das Buch als „demütigend“ beschrieben, weil es eine Arbeitsweise beschreibt, die zwar ideal und motivierend wirke, aber nie verallgemeinerbar gewesen und unter den Bedingungen des Journalismus im 21. Jahrhundert unrealistisch sei. Für Historiker hingegen wird es als „Handbuch zur Selbsthilfe“ bezeichnet, und Caro als Doyen der politischen Geschichte in den USA angesehen. Es wird jedem empfohlen, der eine Meisterklasse in politischer Geschichte suche. Caro sei ein Historiker mit dem Herz eines Erzählers, den die Psychologie der politischen Macht genauso interessiere wie deren Prozess oder Wirkung.

## Auszeichnungen
Robert Caro wurde für seine detaillierten und ausführlich recherchierten Bücher mehrfach ausgezeichnet. So wurde ihm u. a. 1975 der Pulitzer-Preis für Autobiographie und Biographie für The Power Broker verliehen. Für Master of the Senate erhielt Caro 2002 den National Book Award der Kategorie Sachbuch und 2003 seinen zweiten Pulitzer-Preis. 2008 wurde Caro in die American Academy of Arts and Letters und 2009 in die American Academy of Arts and Sciences gewählt. 2016 wurde Caro mit einem National Book Award für sein Lebenswerk ausgezeichnet.

## Werke
- The Power Broker: Robert Moses and the Fall of New York. Alfred A. Knopf, New York City 1974, ISBN 0-394-48076-7.
- The Years of Lyndon Johnson. Alfred A. Knopf, New York City[12]
  - The Path to Power. 1982, ISBN 0-394-49973-5.
  - Means of Ascent. 1990, ISBN 0-394-52835-2.
  - Master of the Senate. 2002, ISBN 0-394-52836-0.
  - The Passage of Power, 2012, ISBN 978-0-679-40507-8
    - deutsch von Michael Bischoff, Auszug übernommen aus The New Yorker, englischer Titel: The Transition: Der Nachfolger. Lyndon B. Johnson und der Tag, an dem John F. Kennedy starb. Suhrkamp Verlag, Berlin 2013, ISBN 978-3-518-06488-7.[13]
- Working. Knopf Doubleday Publishing 2019, ISBN 978-0-525-65635-7